# T-55
T-55 – radziecki czołg podstawowy I generacji, opracowany w latach pięćdziesiątych w Biurze Konstrukcyjnym Zakładu Nr 183 w Niżnym Tagile.

## Historia
Czołg powstał przez modernizację czołgu T-54, w którym m.in.: zwiększono zapas przewożonej amunicji armatniej i paliwa, zastosowano silnik o większej mocy, wprowadzono system ochrony przed bronią masowego rażenia (ABC) i termiczną aparaturę dymotwórczą oraz zmodernizowano nocne przyrządy obserwacyjno-celownicze.
Czołg T-55 przyjęto do uzbrojenia armii radzieckiej w 1958 roku i produkowano przez cztery lata. W 1962 roku wprowadzono do wojsk zmodernizowaną jego wersję oznaczoną T-55A, w której zastosowano m.in. wykładziny antyradiacyjne, chroniące załogę przed promieniowaniem przenikliwym. W toku produkcji i eksploatacji, w czołgach T-55 i T-55A dokonano licznych zmian, m.in. w 1970 roku zamontowano 12,7 mm przeciwlotniczy karabin maszynowy DSzKM, natomiast w 1974 roku zastąpiono 7,62 mm karabiny maszynowe SGMT karabinami PKT kalibru 7,62 mm, zmieniano przyrządy celownicze i obserwacyjne oraz przystosowywano wozy do montażu różnorodnego osprzętu saperskiego.
Czołgi obu wersji były produkowane w byłym Związku Radzieckim, byłej Czechosłowacji oraz w Polsce (od 1964 roku). W uzbrojeniu Wojska Polskiego, obok czołgów T-55 i T-55A, występowały ponadto opracowane w kraju wozy oznaczone: T-55U (zmodernizowane czołgi: T-54A, T-54AM i T-54AM1) i T-55M (zmodernizowany czołg T-55), które poprzez unifikację zespołów oraz poprawienie charakterystyk bojowych zbliżono do standardu czołgu T-55A (z wyjątkiem wykładzin antyradiacyjnych).
W 1983 roku do uzbrojenia armii radzieckiej wprowadzono zmodernizowane wersje czołgu T-55 oznaczone: T-55M, T-55AM i T-55AD, które opracowało biuro konstrukcyjne KBTM z Omska. Głównym celem modernizacji było przystosowanie czołgów do wystrzeliwania z armaty przeciwpancernych pocisków kierowanych systemu 9K116 Bastion oraz zwiększenie poziomu ochrony pojazdów przed pociskami przeciwpancernymi i środkami zapalającymi. Na czołgach zamontowano ponadto: system kierowania ogniem Wołna, zmodernizowany układ stabilizacji uzbrojenia Cyklon M1, silnik W-55U o większej mocy (wskutek zmiany konstrukcji kolektora wlotowego), nową radiostację R-173, osłonę termiczną lufy, system ochrony przed środkami zapalającymi, wyrzutnie pocisków dymnych oraz dodatkowe opancerzenie: wieży (w czołgu T-55M), przedniej części kadłuba (T-55AM i T-55AD) i dna kadłuba (T-55M, T-55AM i T-55AD). Na czołgach T-55MB zamiast dodatkowego opancerzenia pasywnego wieży i kadłuba zamontowano segmenty pancerza reaktywnego. Część pojazdów wyposażono w silniki W-46-5M, oznaczając je odpowiednio: T-55M-1, T-55AM-1, T-55AD-1 i T-55MB-1.
Podobne do radzieckich programy modernizacyjne czołgów T-55 i T-55A podjęto w byłej Czechosłowacji (montując system kierowania ogniem Kladiwo) oraz w Polsce. Zmodernizowany przez polski przemysł zbrojeniowy czołg oznaczony T-55AM wyposażono m.in. w: system kierowania ogniem SKO-1 Merida, system wyrzutni pocisków dymnych i wybuchowych granatów dymnych, system ostrzegania przed opromieniowaniem laserowym, dodatkowe opancerzenie (wzorowane na radzieckiej wersji czołgu T-55M), osłonę termiczną lufy armatniej, ekrany boczne, system ochrony przed bronią zapalającą oraz silnik o większej mocy. T-55AM występuje również w wersjach dowódczych: T-55AD1M oraz T-55AD2M.
Czołg T-55 był ówcześnie jedną z najlepszych konstrukcji w swojej klasie. W latach 80. XX wieku był wykorzystywany przez siły zbrojne 38 państw. Wycofany z polskiej armii w 2002 r. Czołg T-55 produkowany był również w Chinach przez firmę Norinco pod nazwą Typ 59. Liczba wszystkich wyprodukowanych na świecie czołgów T-54/T-55 przekracza 95 000 egzemplarzy i przewyższa liczbę wszystkich czołgów innych typów wyprodukowanych na świecie po II wojnie światowej (stan na dzień 20.05.2004 r.).

## Wersje podstawowe
- T-55 – produkowana w latach 1958-1962
- T-55A – produkowana w latach 1963-77, w Polsce 1968-81
- T-55K, T-55AK, T-55MK – wersje dowódcze

## Modernizacje
- T-55M, T-55AM – dodany system kierowania ognia Wołna, stabilizacja działa, silnik V-55U, zwiększone opancerzenie,
- T-55M-1/T-55AM-1 – wersja z silnikiem V-46 od T-72
- T-55AD/T-55AMD/T-55AD1/T-55AMD1 – wersja z systemem obrony aktywnej Drozd
- T-55MV/T-55AMV/T-55MV-1/T-55AMV-1 – wersja z pancerzem reaktywnym
- T-55AM2
- T-55AM2PB – wersja dla armii NRD
- T-55M5 – wersja z pancerzem reaktywnym, nowy system kontroli ognia i system stabilizacji ognia
- T-55M6 – wersja M5 z dodatkowymi kołami w podwoziu, nową wieżą i automatycznym systemem ładowania.
- Safir-74/T-72Z – modernizacja irańska, SKO Fotona, armata 105 mm M68/L7, pancerz reaktywny, silnik o mocy 780 KM.
- Tiran 5 – izraelska wersja czołgów T-55 zdobytych w trakcie wojny sześciodniowej w 1967 roku. Część z nich służyła w armii izraelskiej bez modyfikacji, jednak z czasem Tiran został wyposażony w przedmuchiwacze, armatę M-68 kaliber 105 mm (wersja o nazwie Tiran 5Sz) czy też pojemniki transportowe po boku i z tyłu wież[2][3].
- Tiran 5 Nochri – izraelska modyfikacja z lat 70. XX wieku zdobytych w 1967 roku czołgów T-55 polegająca na zamontowaniu dodatkowego wyposażenia z przodu w postaci trału bijakowego lub zestawu spychającego[2][3].

## Produkcja w Polsce
Licencję czołgu T-55 zakupiono w 1964 r. Jego produkcję podjęły Zakłady Mechaniczne Bumar-Łabędy w miejsce wcześniej produkowanych czołgów T-54. W 1968 r. podjęto produkcję nowego modelu T-55A, a następnie jego wersji dowódczej T-55AD. Produkcja czołgu kontynuowana była do 1981 r. Ogółem wyprodukowano ok. 5000 pojazdów wszystkich wersji. Podwozie czołgu T-55 wykorzystano do opracowania wozu zabezpieczenia technicznego WZT-2 oraz mostu towarzyszącego BLG-67.

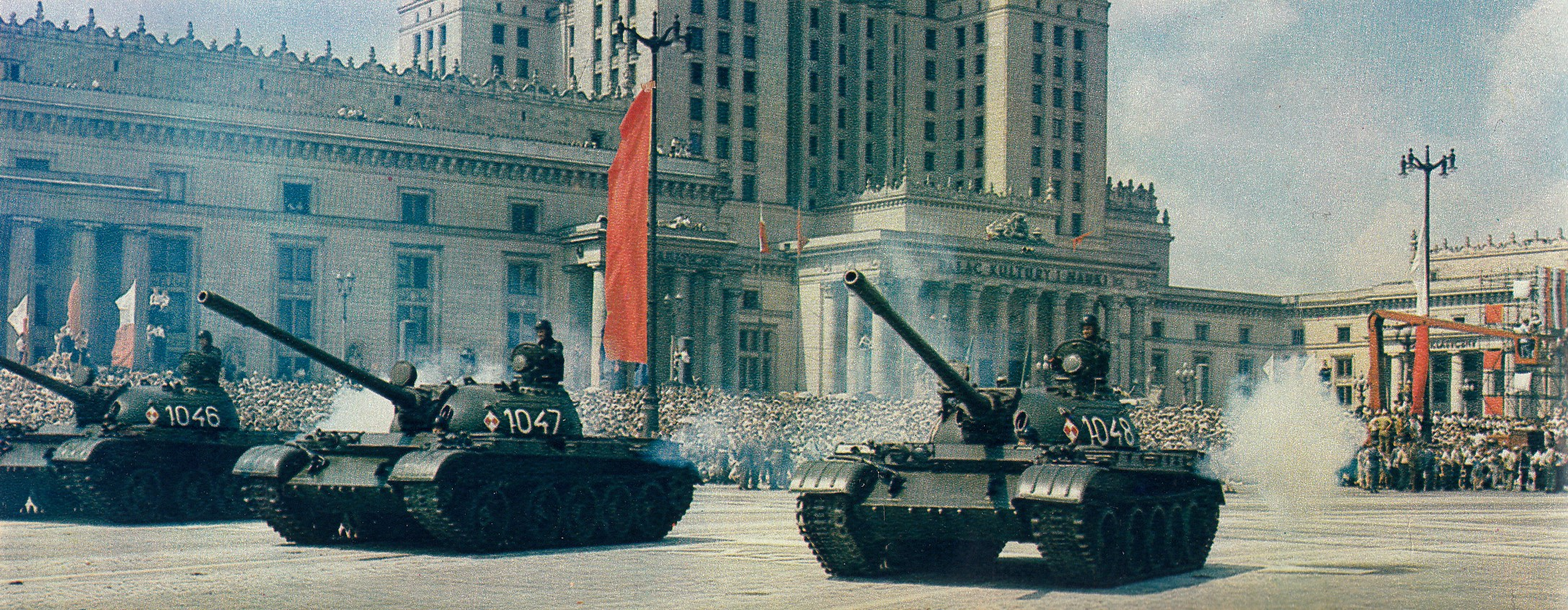
Polskiej produkcji czołgi T-55 podczas defilady z okazji Tysiąclecia Państwa Polskiego - Warszawa 22 lipca 1966 r.

Czołgi T-55 produkowane były nie tylko na potrzeby armii polskiej. Znaczna ich część przeznaczona była na eksport i to nie jedynie do państw Układu Warszawskiego, ale także do państw zaprzyjaźnionych, zwłaszcza z Bliskiego Wschodu. Produkowane w Polsce pojazdy cieszyły się bardzo dobrą opinią i były wyżej oceniane od czołgów tego samego typu produkowanych w ZSRR. W latach siedemdziesiątych czołgi te były polskim hitem eksportowym.
Czołgi T-55 eksploatowane w Wojsku Polskim w połowie lat 70. zmodernizowano do wersji T-55M, zbliżonej standardem do czołgu T-55A.
W połowie lat 80. XX w. część czołgów T-55A (560 szt.) zmodernizowano do wersji T-55AM "Merida". W 1999 roku Wojsko Polskie miało jeszcze 279 niezmodernizowanych czołgów, wycofanych ostatecznie, łącznie ze zmodernizowanymi, do 2002 roku.

### Wersje produkowane w Polsce
- T-55 – produkowana w latach 1964-1968
- T-55A – produkowana w latach 1968-1981
- T-55M – unifikacja T-55 do standardu T-55A
- T-55U – unifikacja T-54 do standardu T-55A. Występowała także pod wcześniejszą nazwą T-54AM2
- T-55AD1 – czołg dowódczy
- T-55AD2 – czołg dowódczy
- T-55AM – czołg z systemem kierowania ogniem Merida
- T-55AD1M – czołg dowódczy z systemem kierowania ogniem Merida
- T-55AD2M – czołg dowódczy z systemem kierowania ogniem Merida
- T-55AMS – czołg saperski z systemem kierowania ogniem Merida

### Pojazdy wsparcia na podwoziu T-55 produkowane w Polsce
- BLG-67P/BLG-67M/BLG-67M2/BLG-67MP – most towarzyszący
- WZT-1/WZT-2 – wóz zabezpieczenia technicznego
- KLON – czołg saperski (seria prototypowa)

## Opis konstrukcji
Czołg T-55, podobnie jak T-54, miał klasyczny układ konstrukcyjny. Kadłub wykonano z walcowanych, spawanych płyt pancernych o maksymalnej grubości 99 mm. Wieża w kształcie półsferycznym składała się z elementów odlewanych o grubości do 203 mm i stropu z spawanych blach pancernych. Wnętrze kadłuba i wieży wyłożone było wykładziną antyradiacyjną ograniczająca promieniowanie przenikliwe.
W przedziale kierowania znajdowało się stanowisko mechanika-kierowcy (po lewej stronie) oraz zbiornik paliwa i część amunicji do armaty (po prawej stronie). Środkową część wozu, przykrytą obrotową wieżą, stanowił przedział bojowy. Znajdowały się tu stanowiska dowódcy czołgu i działonowego (z lewej strony) oraz ładowniczego (z prawej). W wieży zamontowane było uzbrojenie, przyrządy obserwacyjne i celownicze oraz środki łączności zewnętrznej i wewnętrznej.
W przedziale napędowym, zajmującym tylną część czołgu, umieszczono dwunastocylindrowy (w układzie V), czterosuwowy silnik wysokoprężny W-55 (chłodzony cieczą), przystosowany do pracy na paliwach zastępczych. Do rozruchu silnika służy układ pneumatyczny (z butlami na sprężone powietrze i sprężarką) oraz rozrusznik elektryczny (pomocniczy). Układ przeniesienia mocy złożony z: przekładni pośredniej, wielotarczowego suchego sprzęgła głównego, skrzyni biegów o 5 przełożeniach do jazdy w przód i jednym w tył, dwóch mechanizmów skrętu i dwóch przekładni bocznych. Sterowanie mechanizmami skrętu za pomocą układu kierowania ze wspomaganiem hydraulicznym typu HK-10.
Gąsienicowy układ bieżny składał się z dziesięciu podwójnych kół nośnych (z bandażami gumowymi), zawieszonych niezależnie na wahaczach i wałkach skrętnych, dwóch kół napinających z przodu i dwóch kół napędzających z tyłu. Z wahaczami przednich i tylnych kół nośnych współpracują amortyzatory hydrauliczne. Gąsienice metalowe złożone z 90 ogniw każda.
Uzbrojenie główne czołgu stanowi 100 mm armata półautomatyczna D-10T2S, która podobnie jak jej starsze wersje (D-10T i D-10TG) powstała z biurze konstrukcyjnym OKB-9 na bazie armat ŁB-1 i D-10S. Armata jest stabilizowana w dwóch płaszczyznach za pomocą stabilizatora STP-2 Cyklon, skonstruowanego w Instytucie CNII-173 w latach 1952-1955. D-10T2S składa się z: jednolitej lufy niewzmocnionej (wyposażonej w przedmuchiwacz), zamka klinowego (o poziomym ruchu klina), elektromechanicznego mechanizmu spustowego, hydraulicznego opornika typu wrzecionowego (z regulatorem powrotu) oraz dwucylindrowego powrotnika pneumatycznego. Tłoczyska opornika i powrotnika zamocowano do nasady zamkowej, a cylindry - do obejm kołyski (typu cylindrycznego). Naprowadzanie armaty w płaszczyźnie pionowej odbywa się za pomocą układów hydraulicznych, a w poziomej - elektrycznych.
Do strzelania z armaty stosuje się naboje zespolone (z łuską metalową) następujących typów: z pociskiem odłamkowo-burzącym i ładunkiem pełnym (UOF-412) lub zmniejszonym (UOF-412U); z pociskiem przeciwpancernym: ostrogłowicowym (UBR-412), tępogłowicowym z czepcem balistycznym (UBR-412B), z czepcem ochronnym i balistycznym (UBR-412D), kumulacyjnym (UBK-4M) oraz podkalibrowymi: 3UBM6 (typu APDS, który wprowadzono do uzbrojenia w 1967 roku) i UBM-8 (typu APFSDS). Amunicję armatnią rozmieszczono wewnątrz wieży, na tylnej i bocznych ścianach przedziału bojowego oraz w przedniej części kadłuba - w zasobnikach-zbiornikach paliwa.
Dodatkowe uzbrojenia czołgu stanowi sprzężony z armatą 7,62 mm karabin maszynowy SGMT (w starszych wersjach czołgu) lub PKT (w nowszych wersjach) oraz przeciwlotniczy wielkokalibrowy karabin maszynowy DSzKM kalibru 12,7 mm, montowany na wsporniku włazu ładowniczego. Początkowo czołgi T-55 i T-55A wyposażano również w drugi, tzw. kursowy 7,62 mm karabin maszynowy SGMT, mocowany nieruchomo w przedziale kierowania i obsługiwany przez mechanika kierowcę.
Przyrządy celownicze czołgów składają się z celowników: teleskopowego (TSz-2A, TSz-2B, TSz-2B-22, TSz-2B-32P lub TSz-S-32PWM) i nocnego TPN-1-22-11 o powiększeniu 5,5x, współpracującego z reflektorem podczerwieni. Przyrząd obserwacyjny dowódcy TPKU-2B (zastępowany w warunkach złej widoczności noktowizorem TKN-1) umożliwia sterowanie obrotem wieży (wskazywanie celu działonowemu). Ponadto czołg wyposażono w komplet peryskopów pryzmatycznych (w miejsce jednego peryskopu mechanika-kierowcy można montować noktowizor TWN-2B do jazdy w nocy).
Środkami łączności czołgów T-55 są radiostacja R-123 o zasięgu do 20 km i telefon czołgowy R-124. Czołg dowódczy T-55K, opracowany na bazie T-55, wyposażono ponadto w radiostacje R-112 i R-113 oraz agregat prądotwórczy AB-1-P/30 (kosztem zmniejszenia zapasu amunicji armatniej). W Polsce są używane czołgi dowódcze T-55AD1 (z radiostacjami: R-123 i R-130) oraz T-55AD2 (z dwiema radiostacjami R-123).
Czołgi T-55 i T-55A wyposażono m.in. w: system ochrony przed bronią masowego rażenia DP-3B (nadciśnieniowy z dmuchawą odśrodkową i automatycznymi mechanizmami zamykającymi wloty powietrza do przedziału bojowego) lub DPS-68M1 (w najnowszych seriach), automatyczny system przeciwpożarowy typu "Rosa", termiczną aparaturę dymotwórczą (działającą na zasadzie wtryskiwania oleju do kolektora wydechowego silnika) oraz przystosowano do pokonywania po dnie przeszkód wodnych (o głębokości do 5 m i szerokości do 1000 m), a także montażu specjalistycznego sprzętu saperskiego: trałów (KMT-4, KMT-5 i KMT-6), wyrzutni ładunków wydłużonych (ZB-WŁWD) i urządzeń spycharkowych (USCz-55, BTU-55).

## Afryka
W październiku 1979 roku wojsko rodezyjskie otrzymało osiem czołgów T-55 z Południowej Afryki, skonfiskowanych z francuskiego statku „Astor”, który transportował broń z Libii dla Idi Amina w Ugandzie. Reżim Amina upadł w dniu, w którym statek zadokował w Mombasie. „Astor” został przekierowany do Angoli. Statek został przechwycony przez marynarkę wojenną RPA i przekierowany do Durbanu, gdzie skonfiskowano ładunek, w tym dziesięć zbudowanych w Polsce czołgów T-55LD (zbudowanych w 1975 roku). Dwa czołgi pozostały w RPA. Pozostałe osiem przetransportowano do Rodezji wraz z doradcami wojskowymi z RPA w celu przeszkolenia załóg z Rodezji. Po przyjeździe T-55 miały oryginalny libijski kamuflaż. Major Winkler rozkazał przemalować czołgi na amerykański kamuflaż, który był wyjątkowo nieodpowiedni, a na koniec instruktorzy z Południowej Afryki kazali pomalować czołgi w kamuflaż RPA. Produkowane w Związku Radzieckim radia zostały usunięte z czołgów i zastąpione przez południowoafrykańskie radia i zestawy słuchawkowe używane w pojazdach Eland 90.  Załogi czołgów otrzymały zupełnie nowe radzieckie karabiny szturmowe AKMS.

## W polskich muzeach
Czołgi T-55 są eksponowane w następujących muzeach:
- Muzeum Militariów ATENA w Skwierzynie, sprawny T-55 (na terenie firmy Pomoc Drogowa Gorzów Wlkp)

- Muzeum Wojsk Lądowych w Bydgoszczy – T-55, nr taktyczny 2110, nr rejestracyjny UBC 8930
- Muzeum Regionalne w Dębicy – T-55
- Lubuskie Muzeum Wojskowe w Drzonowie – T-55 nr taktyczny 7152
- Muzeum Czynu Zbrojnego w Lipcach Reymontowskich – T-55
- Muzeum Uzbrojenia w Poznaniu – T-55, nr taktyczny 1955
- Muzeum Broni Pancernej Centrum Szkolenia Wojsk Lądowych w Poznaniu – T-55
- Muzeum Wojska Polskiego w Warszawie
  - Park plenerowy przed siedzibą główną MWP
    - T-55U
    - T-55AMS, nr taktyczny X777 – 8 Drezdeńska Dywizja Zmechanizowana – 36 Łużycki Pułk Zmechanizowany

  - Muzeum Polskiej Techniki Wojskowej
    - T-55U, nr taktyczny 8315 – czołg na chodzie
    - T-55, nr taktyczny 8002
    - T-55AM (czołg radziecki, pierwowzór polskiej modernizacji czołgów T-55AM) – czołg na chodzie
    - T-55AM, nr taktyczny 781 – czołg na chodzie
- Muzeum Miejskie "Sztygarka" w Dąbrowie Górniczej – T-55
- Muzeum Historii i Uzbrojenia w Opolu – T-55 A (czołg na chodzie)
- Muzeum Techniki Wojskowej GRYF w Dąbrówce k. Wejherowa – T-55A, sprawny
- Muzeum Techniki Wojskowej w Zabrzu – T-55, sprawny
- Muzeum Sprzętu Wojskowego w Mrągowie - T-55, sprawny
- Muzeum Techniki Militarnej w Tarnowskich Górach - T-55M, sprawny

## Plany i modele
Tamiya: 35257 T-55A skala 1/35
Trumpeter: 07282 T-55 Mod. 1958 skala 1/72
Trumpeter: 00342 T-55 Mod. 1958 skala 1/35
Trumpeter: 07284 T-55 with BTU-55 skala 1/72
Trumpeter: 07283 T-55 with KMT-5 skala 1/72
Skif: 220 TO-55 skala 1/35
Skif: 221 T-55A skala 1/35
Skif: 222 T-55AM skala 1/35
Skif: 225 T-55AK skala 1/35
UM: 232 T-55AD 1 skala 1/35
Italeri: 6427 T-55 skala 1/35
Takom: 2057 T-55AM2B skala 1/35
PST: 72046 T-55 skala 1/72
GPM: 3/2007 T-55A skala 1:25